# ابیگل جانستون
ابیگل جانستون (انگلیسی: Abigail Johnston؛ زادهٔ ۱۶ نوامبر ۱۹۸۹) ورزشکار ورزش شنا اهل ایالات متحده آمریکا است.
وی در مسابقات کشوری و بین‌المللی در مجموع برندهٔ ۱ مدال نقره شده‌است.